# 墨菲斯伯勒
墨菲斯伯勒（英語：Murphysboro）是一個位於美国伊利诺伊州傑克遜縣的城市。根據2010年美國人口普查，該地人口為7970人，而該地的面積約為13.64平方千米。同時該地也是傑克遜縣的縣治。

## 地理
莫菲斯伯勒的座標為37°46′02″N 89°20′14″W / 37.76722°N 89.33722°W，而該地的平均海拔高度為128米（即420英尺）。